# Romuald Cielewicz
Romuald Cielewicz (zm. 18 czerwca 1989) – polski kapitan żeglugi wielkiej.

## Życiorys
W dniach 1–10 maja 1930 jako słuchacz Wydziału Nawigacyjnego Państwowej Szkoły Morskiej w Gdyni przystąpił do teoretycznych egzaminów państwowych. Był absolwentem Szkoły Morskiej w Tczewie z 1930.
Na początku 1948 był kapitanem motorowca „Oksywie”. Na początku lat 70. był kapitanem statku „Paderewski”. Został kapitanem należącego do Polskich Linii Oceanicznych statku „Kiliński”, który podczas wojny wietnamskiej w latach 1954-1956 przez 370 dni uczestniczył w działaniach logistycznych w Demokratycznej Republice Wietnamu w służbie Komisji Rozjemczej (powołanej na mocy porozumień genewskich z 1954 roku). Transportował partyzantów, ludność cywilną i ładunki towarowe z południa na północ pomiędzy portami redowymi Quy Nhơn i Vũng Tàu a Hajfongiem (szacuje się, że przewiózł ponad 80 tysięcy osób). Rejsy odbywały się w bardzo trudnych warunkach nawigacyjnych – bez dokładnych map morskich i locji.
Należał do Stowarzyszenia Kapitanów Żeglugi Wielkiej. Zmarł 18 czerwca 1989 i został pochowany na cmentarzu parafialnym w Sopocie.

## Odznaczenia
- Krzyż Oficerski Orderu Odrodzenia Polski (1955, za zasługi w pracy zawodowej w dziedzinie żeglugi)[8]
- Złoty Krzyż Zasługi (1951, za zasługi w pracy zawodowej)[9]
- Order Pracy I klasy – Demokratyczna Republika Wietnamu (1955, przyznany przez Hồ Chí Minha za zasługi przy udzielaniu braterskiej pomocy narodowi wietnamskiemu w realizacji układ rozejmowego)[10][11].